# ФК Вимблдон (2002)
АФК Вимблдон је фудбалски клуб из Лондона у Енглеској (Велика Британија). Такмичи се у Првој лиги Енглеске (трећи ранг).

## Историја
Клуб је основан јуна 2002. године у Лондону од стране навијача који су хтели да очувају дух тадашњег ФК Вимблдона након што је Фудбалски савез Енглеске одобрио његово пресељење на стадион Милтон Кинса. То није била добра одлука ФА и није се свидело фудбалским фановима широм Енглеске. Вимблдон је данас напредан клуб, који врло брзо напредује ка "старој слави".

## Успеси клуба
(Убрајају се само победе у финалима)
ФК Вимблдон:
- Шампион — "Isthmian League" : 	1930/31, 1931/32, 1934/35, 1935/36, 1958/59, 1961/62, 1962/63, 1963/64.
- Шампион - "Јужна Фудбалска лига" : 	1974/75, 1975/76, 1976/77.
- Шампион - "Аматерски ФА куп" : 1962/63.
- Шампион - "Четврта лига Енглеске" : 1982/83.
- Шампион - "ФА куп" : 1987/88.

АФК Вимблдон:
- Шампион — "Football Conference" (Conference South) : 2008/09.
- Шампион — "Isthmian League" (Прва дивизија) : 2004/05.
- Шампион — "Combined Counties League" (Премијер дивизија) : 2003/04.
- Шампион — "Combined Counties Football League Challenge Cup" : 2003/04.

## АФК Вимблдон у европским такмичењима

### Као ФК Вимблдон
| Сезона | Такмичење          | Коло  | Клуб             | Резултат |
| ------ | ------------------ | ----- | ---------------- | -------- |
| 1995.  | УЕФА Интертото куп | Група | Бурсаспор        | 0:4      |
| 1995.  | УЕФА Интертото куп | Група | Кошице           | 0:2      |
| 1995.  | УЕФА Интертото куп | Група | Бејтар Јерусалим | 0:0      |
| 1995.  | УЕФА Интертото куп | Група | Шарлроа          | 0:3      |

## Састав екипе у 2014. години
| Бр. |                 | Позиција | Играч         |
| --- | --------------- | -------- | ------------- |
|     | Енглеска        | Г        | Џејмс Ши      |
|     | Енглеска        | Г        | Ешли Бејс     |
|     | Енглеска        | Г        | Џо МекДонел   |
|     | Енглеска        | О        | Бери Филер    |
|     | Енглеска        | О        | Џек Смит      |
|     | Енглеска        | О        | Енди Фрамптон |
|     | Република Ирска | О        | Алан Бенет    |
|     | Енглеска        | О        | Калум Кенеди  |
|     | Енглеска        | О        | Адам Берет    |
|     | Енглеска        | О        | Бен Харисон   |
|     | Енглеска        | О        | Џејк Гудман   |

| Бр. |                 | Позиција | Играч              |
| --- | --------------- | -------- | ------------------ |
|     | Енглеска        | С        | Дени Булман        |
|     | Енглеска        | С        | Џорџ Фрикомб       |
|     | Енглеска        | С        | Семи Мур           |
|     | Енглеска        | С        | Шон Риг            |
|     | Енглеска        | С        | Хери Пел           |
|     | Француска       | С        | Кевин Сен-Лук      |
|     | Енглеска        | С        | Џејк Николсон      |
|     | Енглеска        | С        | Чејс Џакарт        |
|     | Република Ирска | С        | Френки Шутерланд   |
|     | Енглеска        | С        | Том Бир            |
|     | Енглеска        | Н        | Џорџ Оакли         |
|     | Енглеска        | Н        | Мет Таб            |
|     | Енглеска        | Н        | Адебајор Акинфенва |
|     | Енглеска        | Н        | Адебајор Изиз      |